# Enulius
Enulius – rodzaj węży z podrodziny Dipsadinae w rodzinie połozowatych (Colubridae).

## Zasięg występowania
Rodzaj obejmuje gatunki występujące w Meksyku, Gwatemali, Salwadorze, Hondurasie, Nikaragui, Kostaryce, Panamie, Kolumbii i Wenezueli. 

## Systematyka

### Etymologia
- Enulius: gr. ενα hena „jeden”; ουλη oulē „rana, blizna”[5].
- Leptocalamus: gr. λεπτος leptos „delikatny, drobny”[6]; καλαμος kalamos „trzcina”[7]. Gatunek typowy: Leptocalamus torquatus Günther, 1872 (= Liophis flavitorques Cope, 1868).

### Podział systematyczny
Do rodzaju należą następujące gatunki:
- Enulius bifoveatus McCranie(inne języki) & G. Köhler(inne języki), 1999
- Enulius flavitorques (Cope, 1868)
- Enulius oligostichus H.M. Smith, Arndt & Sherbrook, 1967
- Enulius roatanensis McCranie & G. Köhler, 1999